# Fonction signe
Pour les articles homonymes, voir SGN.

Graphe de la fonction signe

La fonction signe, ou signum en latin, souvent représentée sgn dans les expressions, est une fonction mathématique qui extrait le signe d'un nombre réel, c'est-à-dire que l'image d'un nombre par cette application est 1 si le nombre est strictement positif, {\displaystyle 0} si le nombre est nul, et -1 si le nombre est strictement négatif :
{\displaystyle \forall x\in \mathbb {R} ,\ \operatorname {sgn}(x)={\begin{cases}-1&{\text{si }}x<0\\0&{\text{si }}x=0\\1&{\text{si }}x>0\end{cases}}}

## Notation alternative
La fonction signe peut également s’écrire :
{\displaystyle \forall x\in \mathbb {R} ,\ \operatorname {sgn}(x)={\begin{cases}0&{\text{si }}x=0\\{\frac {x}{|x|}}{\text{ ou }}{\frac {|x|}{x}}&{\text{si }}x\neq 0\end{cases}}}
Notation explicite avec les fonctions hyperboliques
On peut aussi la construire en résultat d'une limite, notamment en jouant avec les propriétés de certaines fonctions hyperboliques.

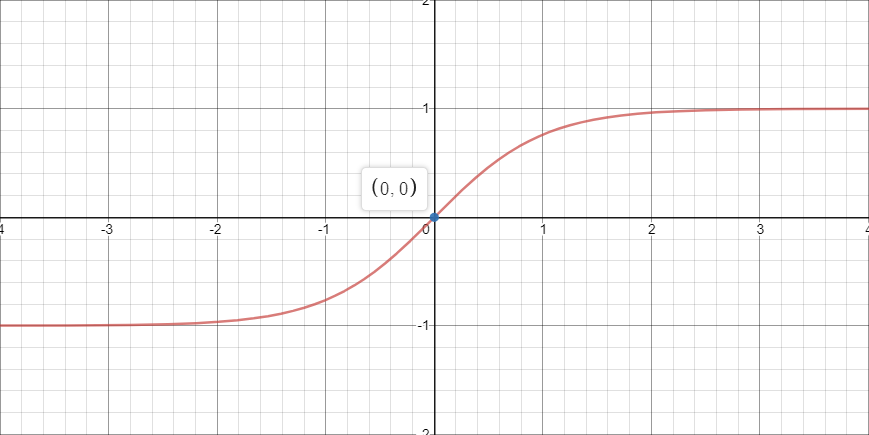
Graphe de la fonction tangente hyperbolique

En prenant {\displaystyle \cosh(x)} (symétrique sur l'axe {\displaystyle y}) comme fonction de substitution pour {\displaystyle |x|}, annulant sa propriété de croissance exponentielle en multipliant son inverse par {\displaystyle \mathrm {e} ^{x}} et retranchant {\displaystyle 1} au résultat on obtient une fonction similaire à la fonction signe, passant par {\displaystyle 0} (figure ci à droite).
{\displaystyle {\frac {\mathrm {e} ^{x}}{\cosh(x)}}-1={\frac {\mathrm {e} ^{2x}-1}{\mathrm {e} ^{2x}+1}}=\tanh(x)}
En analysant les limites de cette fonction en {\displaystyle +\infty }, {\displaystyle -\infty } et {\displaystyle 0} respectivement {\displaystyle +1}, {\displaystyle -1} et {\displaystyle 0} on en déduit la relation suivante:
{\displaystyle \operatorname {sgn}(x)=\lim _{\upsilon \rightarrow +\infty }\tanh(\upsilon x)=\lim _{\upsilon \rightarrow +\infty }{\frac {\mathrm {e} ^{\upsilon x}-1}{\mathrm {e} ^{\upsilon x}+1}}}
De façon analogue, on peut déduire des relations similaires avec {\textstyle {\frac {2}{\pi }}\arctan(x)} . Ces définitions de la fonction signe sont intéressantes car elles ne posent pas de condition sur la valeur de {\displaystyle x}.
Formule explicite sans limite
Il est également possible d'expliciter la fonction en passant par les nombres complexes. En effet, en translatant la droite des réels d'une unité vers le haut dans le plan complexe, il sera plus commode de traiter le cas où {\displaystyle x=0}. En prenant le cosinus de l'argument de {\displaystyle x+\mathrm {i} }, on obtient un nombre du signe de {\displaystyle x} entre {\displaystyle -1} et {\displaystyle 1} et pour {\displaystyle x=0} on obtient {\displaystyle 0}.
Il reste à prendre la partie entière pour {\displaystyle x<0} et la partie entière par excès pour {\displaystyle x>0}. Finalement, on écrit :
{\displaystyle \forall x\in \mathbb {R} ,\operatorname {sgn} (x)=\left\lceil \cos(\arg(x+\mathrm {i} ))+{\frac {(-1)^{\lfloor \cos(\arg(x+\mathrm {i} ))\rfloor }-1}{2}}\right\rceil }
Notation informatique
En langage informatique, la fonction signe peut être obtenue via {\displaystyle (a>0)-(a<0)}.
Les tests d'infériorité et de supériorité produisent une valeur booléenne dont on décide qu'elles projettent la valeur {\displaystyle 1} à vrai et {\displaystyle 0} à faux. Par ailleurs le signe d'un nombre dans l'ordinateur est représenté par un seul bit, et l'ordinateur ne reconnaît à un nombre que deux signes, soit positif soit négatif, et considère le zéro comme une valeur positive en notation en complément à deux, on utilisera donc en pratique la formule {\displaystyle (a\geq 0)-(a<0)}.

## Propriétés
Tout nombre réel peut être exprimé comme le produit de sa valeur absolue et de son signe :
{\displaystyle \forall x\in \mathbb {R} ,\,x=\operatorname {sgn}(x)|x|.}
La fonction signe peut également être liée à la fonction de Heaviside :
{\displaystyle \forall x\in \mathbb {R} ,\,\operatorname {sgn}(x)=2H(x)-1.}
Continuité
Elle présente une discontinuité en 0, à la fois à gauche (puisque {\textstyle \lim _{x\to 0 \atop x<0}\operatorname {sgn}(x)=-1\neq \operatorname {sgn}(0)}) et à droite (puisque {\textstyle \lim _{x\to 0 \atop x>0}\operatorname {sgn}(x)=1\neq \operatorname {sgn}(0)}).
Primitive
La fonction signe peut être vue comme la dérivée en tout réel différent de {\displaystyle 0} de la fonction valeur absolue :
{\displaystyle \forall x\in \mathbb {R} ^{*},\,{\frac {\mathrm {d} |x|}{\mathrm {d} x}}=\operatorname {sgn}(x).}